# Otherworld
Otherworld (Otro Mundo en Español) fue una serie de ciencia ficción  de Estados Unidos de la cual solo se transmitieron ocho episodios del 26 de enero al 16 de marzo de 1985 por la CBS. Fue creada por Roderick Taylor a semejanza de Lost in Space en la tierra. Taylor mismo hizo un cameo en cada episodio. En España fue transmitida en TVE desde el 17 al 26 de diciembre de 1985.

## Argumento
La familia Sterling (Hal, June, Trace, Gina, Smith) se encuentra de vacaciones turísticas en Egipto, se les ocurre visitar la Gran Pirámide de Guiza siendo abandonados a su suerte por el guía de turistas que los llevó. En ese momento ocurre una conjunción planetaria que solo se da cada 10 000 años por lo que son transportados a un universo paralelo al terrestre.
En ese extraño mundo, llamado ‘Thel’ no existen estados ni países ni mapas sino que están divididos en “zonas” cada una con su peculiar forma de gobierno y vida y rodeadas de zonas prohibidas que las aíslan entre sí, aunque aparentemente manejadas al gobierno central de la provincia de “Imar”, la cual está regida por un pretor. Están regidos por la Iglesia de la inteligencia artificial, sin tolerancia de alguna otra, quien rinde culto a las computadoras, róbotica, biónica y cibernética. No se habla mucho de la historia de ese mundo excepto de ‘territorios’, androides y ‘guerras de unificación’.
Viajar entre las zonas está vedado por lo que nadie (excepto las tropas de zonas) puede salir y por ende enterarse de lo que pasa en otras partes de ‘Thel’. Los Sterling, ignorantes de tal prohibición, se topan con el feroz comandante Nuveen Kroll, quien los toma como unos transgresores y trata de apresarlos sin éxito. Durante la riña Kroll resulta herido y cae inconsciente y ellos se apoderan del cristal de acceso (que cada oficial pose y le da acceso a lugares e información clasificada), su arma y su vehículo; por lo que el comandante los considera a partir de ese momento peligrosos terroristas.
La primera provincia a la que llegaron, Sarlax, está poblada por androides altamente perfeccionados con una cultura y sociedad semejante a la humana quienes trabajan en la extracción de un mineral radioactivo llamado "Sarlax" que es tóxico para el humano. Es aquí donde se enteran de que en ese mundo hay ‘territorios’ aislados y que antaño, robots creados por humanos gobernaron Thel, al morir los primeros, por lo que ellos mismos se fueron perfeccionando hasta crear androides biomecánicamente humanos en todos los aspectos, incluso su tiempo de vida. Igualmente se menciona que hubo guerras de unificación en el pasado. También reciben de una familia amistosa el llamado “Libro de Imar” donde se relata la historia de todo el planeta. También son informados que unos obeliscos  que se encuentran en las zonas vedadas aparentemente marcan el camino a Imar.
Durante el desarrollo se enteran de que hay 77 provincias independientes en ese lugar y que no son las primeras personas que han llegado a ese mundo.

## Reparto
- Hal Sterling (padre) - Sam Groom
- June Sterling (madre) - Gretchen Corbett
- Trace Sterling (hijo adolescente) - Tony O'Dell
- Gina Sterling (hija adolescente) - Jonna Lee
- Smith Sterling (niño) -  Brandon Crane (ep. 1 y 5) / Chris Hebert (ep. 2,3,4,6,7,8).
- Comandante Nuveen Kroll - Jonathan Banks
- Teniente Zero (ayudante de Kroll) - Wayne Alexander

## Retransmisión
Por  USA Network y Sci-Fi Channel. La serie aparentemente ha sido transmitida íntegramente en los países de habla hispana, donde es serie de culto, particularmente en Venezuela fue transmitida por el canal de Tv televen cuando era un canal en etapa de prueba, aunque realmente nunca se vio el fin de la serie.